# 헨리크 묄고르
헨리크 묄고르 옌센(덴마크어: Henrik Møllgaard Jensen, 1985년 1월 2일~)은 덴마크의 핸드볼 선수로 포지션은 센터백이다. 현재 덴마크 핸드볼 리그의 올보르 혼볼과 덴마크 핸드볼 국가대표팀 소속으로 활동하고 있다.